# Kammaneter
Kammaneter (Ctenophora) är vattenlevande, diploblastiska, ryggradslösa djur som påminner om maneter, men som inte är närbesläktade med dessa och inte tillhör nässeldjuren. Det finns totalt cirka 100 arter av kammaneter fördelade i fem ordningar. Kammaneter försörjer sig som vattenfiltrerare, planktonätare eller som parasiter.
Enligt neuroforskaren Leonid Moroz har kammaneternas nervsystem, trots en likartad funktion, utvecklats helt oberoende av nervsystemen som återfinns i resten av djurvärlden. Detta gör att flera forskare tror att nutida kammaneter är den nu existerande djurgrupp som mest liknar de första djuren på jorden.

## Invasionsartad spridning
Arter av kammaneter har vid flera tillfällen spridit sig invasionsartat. Det första och mest drastiska förloppet ägde rum i Svarta havet, dit Mnemiopsis leidyi spreds med ballastvattnet från handelsfartyg. Arten, som normalt lever längs nordamerikanska atlantkusten, saknade i Svarta havet naturliga fiender och ansjovisfisket runt Svarta havet drabbades svårt eftersom maneten lever av samma föda som ansjovisens yngel. En annan kammanet, Beroe ovata, som är en naturlig predator på M. leidyi, infördes på samma sätt och balanserade i någon mening ekosystemet - bägge arterna är dock sedan dess permanenta i Svarta havets fauna. Sedan dess har M. leidyi påträffats i Kaspiska havet (sannolikt spridd med ballastvatten även dit) och under hösten 2006 påträffades en Mnemiopsis-art (M. gardeni). 

## Förekomst i Sverige
I svenska vatten finns fyra bofasta arter, däribland havskrusbär. Utöver detta har tre andra arter observerats. Vid Västkusten och i Östersjön förekommer exempelvis den invasiva arten M. leidyi med liknande spridningsförlopp som i exempelvis Svarta havet.

### Arter observerade i svenska vatten
Lista enligt Artportalen:
- Beroe cucumis
- Beroe gracilis
- Euplokamis dunlapae
- Mertensia ovum
- Bolinopsis infundibulum
- Pleurobrachia pileus (Havskrusbär)
- Mnemiopsis leidyi (Amerikansk kammanet)